# Trocano (arma termobárica)
Trocano é uma arma termobárica brasileira semelhante em design à arma GBU-43/B MOAB dos Estados Unidos ou à Pai de Todas as Bombas (FOAB) da Rússia. Como a arma americana, o Trocano foi projetado para ser carregado com paletes em uma aeronave C-130 Hercules e implantado usando um paraquedas para arrastá-lo do compartimento de carga do C-130 e separá-lo de sua palete, ponto em que a própria aerodinâmica da bomba determina sua trajetória de queda.
O projeto da bomba teve início em 2004. Foi a pedido da Estado Maior da Aeronáutica (EMAER) e da Diretoria de Material Aeronáutico e Bélico (DIRMAB) que o Instituto de Aeronáutica e Espaço (IAE) iniciou o projeto Trocano.
Devido ao seu grande poder destrutivo é descrito como um sistema de defesa a ser utilizado na interdição de grandes áreas e possivelmente para limpar o terreno arborizado para pouso de aeronaves de asa rotativa.
O Trocano contém 9.000 kg de tritonal, produzindo um raio de explosão de destruição total de 1 quilômetro. Apesar disso, o Trocano ocupa o terceiro lugar entre as bombas com explosão mais poderosa, atrás apenas dos EUA (contendo 8.150 kg de explosivo H6, mais poderoso que o tritonal) e da arma russa FOAB (com 11.000 kg de explosivo). Recebendo assim o apelido de "Mãe de todas as bombas brasileiras" (MTBB) ou "MOAB brasileiro".
A Força Aérea Brasileira confirmou o desenvolvimento da bomba em 2011. No documento do Relatório de Atividades confirma-se que a Trocano recebeu a "Certificação de Produto Aeronáutico Aprovado", o que significava que "foram cumpridos todos os requisitos". Também recebeu o "Certificado de Integração à Aeronave C-130", significando sua possível utilização nas aeronaves Hércules da Força Aérea - que levam o mesmo nome do lendário herói grego.

O projeto foi conduzido sob as normas brasileiras NBR 15100 (regulando a qualidade do sistema do espaço aéreo), tornando o IAE a primeira instituição pública do Brasil a receber a certificação NBR 15100:2004. A produção seriada seria custeada pela EMAER e repassada para a indústria nacional. As certificações obtidas pelo projeto serviram como uma importante conquista do IAE para atestar sua gestão da qualidade.